# Luis Díaz (kostarykański piłkarz)
Luis Mario Díaz Espinoza (ur. 6 grudnia 1998 w Nicoyi) – kostarykański piłkarz występujący na pozycji prawego pomocnika, reprezentant Kostaryki, od 2024 roku zawodnik Deportivo Saprissa.